# Bharat Linux
BOSS (Bharat Operating System Solutions) è una distribuzione GNU/Linux sviluppata da C-DAC, Chennai al fine di beneficiare l'utilizzo del software libero/open source in India. BOSS GNU/Linux è un elemento chiave di NRCFOSS. È stato migliorato l'ambiente desktop integrato con supporto per la lingua indiana e altri software. L'ultima versione stabile, la versione 6.0, è stata rilasciata nel mese di agosto del 2015.
Questo pacchetto software è stato descritto come "un proprio sistema operativo per PC dell'India" e "il prodotto più significativo uscito dal settore del software indiano negli ultimi decenni -. "Questo è un lavoro che un dipartimento del governo doveva fare" il software è stato anche approvato dal governo indiano per l'adozione e l'attuazione su scala nazionale. È stato sviluppato presso il Centro per lo sviluppo della Advanced Computing (CDAC), Chennai India. BOSS GNU/Linux è una distribuzione Linux con "LSB certificati":. Il software è stato certificato dalla Linux Foundation per la conformità con lo standard Linux Standard Base ed è derivato da Debian GNU/Linux.
La distribuzione BOSS (Bharat del Sistema Operativo Solutions) GNU/Linux è stata sviluppata da C-DAC (Centre for Development of Advanced Computing) ed è una derivata da Debian con migliore per l'uso del software libero/open source per l'intera nazione dell'India. BOSS GNU/Linux. Supporta Intel e AMDx86/x86-64 architettura. Advanced Server BOSS GNU/Linux ha caratteristiche uniche, come web server, server proxy, server di database, server di posta, server di rete, server di file e stampa, server SMS, server LDAP. Advanced Server BOSS GNU / Linux comprende strumenti di amministrazione quali Webmin, che è un'interfaccia web-based, gadmin, PhpMyAdmin, PHP amministrator LDAP, PG admin.

## Versioni

### BOSS 5.0 (Anokha)
Questa release è venuta alla luce con molte nuove applicazioni principalmente focalizzata su una maggiore sicurezza e facilità d'uso. La distribuzione comprende oltre 12.800 nuovi pacchetti, per un totale di oltre 37.493 pacchetti. La maggior parte del software della distribuzione è stata aggiornata: oltre 20.160 pacchetti software (questo è il 70% di tutti i pacchetti in Savir). BOSS 5.0 supporta Linux Standard Base (LSB) versione 4.1. La nuova versione dispone di XBMC per consentire all'utente di navigare e visualizzare facilmente video, foto, podcast e musica da un disco rigido, disco ottico, rete locale, e internet.

### BOSS 6.0 (Anoop)
Ci sono diversi aggiornamenti importanti in BOSS GNU / Linux 6.0 (Anoop) dalla versione 5.0 (Anokha). I cambiamenti notevoli includono un aggiornamento del kernel da 3.10 a 3.16, uno spostamento di avvio del sistema da init a systemd, il pieno sostegno di GNOME-Shell come parte di GNOME 3.14, un aggiornamento alla versione GRUB, Iceweasel sostituito da Firefox e Pidgin sostituito da Empathy, e da diverse versioni del repository di programmi disponibili in fase di aggiornamento, come parte della release.
BOSS Linux 6.0 è inoltre fornito con vari aggiornamenti delle applicazioni e dei programmi, come ad esempio gli aggiornamenti di LibreOffice, Xorg, Evolution, GIMP, VLC, GTK, gcc, keyring manager, e Python.
Questa versione è completamente compatibile con LSB 4.1.

### BOSS 7.0 (Drishti)
La modifica più significativa rispetto alle versioni precedenti è la rimozione del supporto per la versione x86, rendendo BOSS disponibile solamente per versioni x86-64. Altre modifiche degne di nota sono l'update del kernel alla versione 4.9.0, l'aggiornamento a GNOME 3.22 da 3.14, e aggiornamenti software a varie applicazioni e programmi. Questa release mira inoltre a migliorare l'interfaccia utente.

### BOSS 8.0 (Unnati)
L'ambiente desktop cambia, da GNOME a Cinnamon.

### BOSS 9.0 (Urja)
Il kernel Linux viene aggiornato dalla versione 5.2 alla versione 5.10.